# Старовишневецьке
Старовишневе́цьке — село в Україні, у Роздорській селищній територіальній громаді Синельниківського району Дніпропетровської області. Населення за переписом 2001 року становить 800 осіб.

## Географія
Село Старовишневецьке лежить на лівому березі річки Нижня Терса, вище за течією на відстані 2,5 км лежить селище Вишневецьке, нижче за течією примикає село Мар'ївка, на протилежному березі — селище Роздори. Селом протікає струмок, що пересихає, із загатою. Поруч пролягають автомобільна дорога Т 0401 і залізниця, є станція Вишневецьке за 2,5 км.

## Історія
Створено в кінці XVIII століття як село Вишневецьке на запорозькому зимівнику Самарської паланки.
В 1937 році перейменоване в село Старовишневецьке.
До 2016 року орган місцевого самоврядування — Старовишневецька сільська рада.
12 червня 2020 року, відповідно до розпорядження Кабінету Міністрів України № 709-р від «Про визначення адміністративних центрів та затвердження територій територіальних громад Дніпропетровської області», увійшло до складу Роздорської селищної територіальної громади.
19 липня 2020 року, в результаті адміністративно-територіальної реформи та ліквідації   Синельниківського (1923—2020) району, село увійшло до складу новоутвореного Синельниківського району.

## Об'єкти соціальної сфери
- Школа.
- Фельдшерсько-акушерський пункт.
- Будинок культури.

## Пам'ятки
Біля села є ландшафтний заказник місцевого значення Старовишневецький.